# Taggerty River
Der Taggerty River ist rund 18 Kilometer langer Fluss in der Mitte des australischen Bundesstaates Victoria. 
Er entspringt an den Südhängen des Lake Mountain im nördlichsten Teil des Yarra-Ranges-Nationalparks und fließt zunächst einige Kilometer nach Nordwesten. Dann wendet er seinen Lauf abrupt nach Süden, um nach nur zwei Kilometer wieder nach Westen abzubiegen. Nördlich von Marysville mündet er in den Steavenson River.
Der Fluss fließt durch größtenteils unbesiedeltes, subalpines Gebiet im Bereich der Great Dividing Range.